# Aleksandrina Pendačanska
Aleksandrina Pendačanska (Sofia, 24 settembre 1970) è un soprano bulgaro.

## Biografia
Aleksandrina Pendačanska od Alex Penda è nata a Sofia, dove si è laureata in pianoforte e canto alla Scuola di Musica Nazionale. Figlia del soprano Valerie Popova che è stata sua insegnante di canto. All'età di diciannove anni ha vinco il Concorso di canto “Antonín Dvořák”, del Concorso Internazionale di Bilbao e del Concorso UNISA di Pretoria.
Dal 1989 si è esibita al: Teatro dell'Opera di Roma, Teatro San Carlo di Napoli, Nuovo Teatro Regio di Torino nella prima rappresentazione di "Esclarmonde" con Michele Pertusi nel 1992, Opera di Montecarlo, Houston Grand Opera, Bregenzer Festspiele, Washington National Opera, Opera di Stato di Amburgo, Opera di Santa Fe (Nuovo Messico) e Teatro Rossini (Pesaro). Al Teatro Verdi (Trieste) nel 1993 è Miss Lucia in Lucia di Lammermoor e nel 1994 Violetta Valéry ne La traviata. All'Arena di Verona nel 1996 è Aida diretta da Daniel Oren.
Tra il 1997 e il 2001, la Pendačanska ha interpretato Elisabetta nel Roberto Devereux a Torino ed a Napoli, Ermione (opera) con Sara Mingardo a Santa Fe (Nuovo Messico) nel 2000, Adina a Pesaro, La straniera a Catania, Lucrezia Contarini ne I due Foscari a Napoli. Ha inoltre cantato in Suor Angelica a Lucca, in Luisa Miller e ne Il viaggio a Reims a Bruxelles. Il suo repertorio comprende diversi ruoli mozartiani: Donna Anna in Don Giovanni (opera) a Losanna, Houston, Lisbona, New York, Bruxelles e Praga, Donna Elvira a Washington, Aspasia a Torino, La Contessa Rosina D'Almaviva ne Le nozze di Figaro con Cinzia Forte, Nicola Ulivieri e Matteo Peirone a Trieste nel 2000 e Vitellia a Santa Fe (Nuovo Messico).
Inoltre tra le sue esibizioni vi sono: il Concerto di Capodanno con l'Orchestra nazionale russa a Mosca, il suo debutto al Théâtre des Champs-Élysées di Parigi come Stonatrilla ne L'Opera seria, un concerto a Colonia (Germania) diretto da René Jacobs, l'Ermione (opera) di Rossini a New York, il Giulio Cesare (Haendel) all'Innsbrucker Festwochen, La fida ninfa di Vivaldi al Festival d'Ambronay in Francia, Donna Anna a Tolosa, Semiramide (Rossini) e Donna Elvira al Théâtre des Champs-Elysées, all'Innsbrucker Festwochen, al Baden-Baden Autumn Festival, Luisa Miller con Neil Shicoff alla Deutsche Oper Berlin nel 2006, Il turco in Italia alla Bayerische Staatsoper, La donna del lago a New York, La clemenza di Tito a Bari, Lione ed al Teatro Real di Madrid. Nel 2011 è Nedda in Pagliacci con José Cura al Deutsche Oper Berlin e sempre nello stesso ruolo insieme a Cura debutta al Wiener Staatsoper.
Recentemente è stata impegnata in: la Petite messe solennelle diretta da Riccardo Chailly a Lipsia ed a Londra, l'Idomeneo (opera) in forma di concerto con Jacobs, Hélène ne I vespri siciliani al Teatro San Carlo di Napoli nel 2011, Gorislava in Ruslan e Ludmilla al Teatro Bol'šoj nel 2011 ed è Alcina in una nuova produzione dell'Orlando Paladino di Haydn alla Berlin Staatsoper, al La Monnaie/De Munt di Bruxelles e nel 2011 all'Edinburgh International Festival.
La Pendačanska ha anche cantato nella Messa da requiem (Verdi), nello Stabat Mater (Rossini), ne Le roi David di Arthur Honegger e con orchestre come: Orchestra filarmonica d'Israele, Orchestra Sinfonica Nazionale della RAI, Philadelphia Orchestra, Orchestra del Maggio Musicale Fiorentino, I Solisti Veneti, Orchestra Filarmonica dell'ORF, Wiener Symphoniker e l'Orchestra dell'Accademia nazionale di Santa Cecilia.
Nel 2012 è Circe in Telemaco (Gluck) diretta da Jacobs al Theater an der Wien, Salomè (opera) al Theater St. Gallen, Semiramide al Rossini in Wildbad e Donna Anna all'Opera di Amburgo.
La Pendačanska registra per la Sony, la Decca, la Dynamics e l'Harmonia Mundi.

## Repertorio
| Ruolo                                    | Titolo                    | Autore      |
| ---------------------------------------- | ------------------------- | ----------- |
| Leonore                                  | Fidelio                   | Beethoven   |
| Alaide                                   | La straniera              | Bellini     |
| Adalgisa                                 | Norma                     | Bellini     |
| Carmen                                   | Carmen                    | Bizet       |
| Margherita                               | Mefistofele               | Boito       |
| Oksana                                   | Čerevički                 | Čajkovskij  |
| Parisina                                 | Parisina d'Este           | Donizetti   |
| Adina                                    | L'elisir d'amore          | Donizetti   |
| Elisabetta I                             | Maria Stuarda             | Donizetti   |
| Lucia Ashton                             | Lucia di Lammermoor       | Donizetti   |
| Elisabetta I                             | Roberto Devereux          | Donizetti   |
| Stonatrilla                              | L'opera seria             | Gassmann    |
| Antonida                                 | Ivan Susanin              | Glinka      |
| Gorislava                                | Ruslan e Ljudmila         | Glinka      |
| Circe                                    | Telemaco                  | Gluck       |
| Agrippina                                | Agrippina                 | Händel      |
| Cleopatra                                | Giulio Cesare in Egitto   | Händel      |
| Alcina                                   | Alcina                    | Händel      |
| Alcina                                   | Orlando Paladino          | Haydn       |
| Nedda/Colombina                          | Pagliacci                 | Leoncavallo |
| Santuzza                                 | Cavalleria rusticana      | Mascagni    |
| Esclarmonde                              | Esclarmonde               | Massenet    |
| Poppea                                   | L'incoronazione di Poppea | Monteverdi  |
| Aspasia                                  | Mitridate, re di Ponto    | Mozart      |
| Arminda                                  | La finta giardiniera      | Mozart      |
| Elettra                                  | Idomeneo                  | Mozart      |
| Contessa d'Almaviva                      | Le nozze di Figaro        | Mozart      |
| Donna Anna Donna Elvira                  | Don Giovanni              | Mozart      |
| Regina della notte                       | Die Zauberflöte           | Mozart      |
| Vitellia                                 | La clemenza di Tito       | Mozart      |
| Suor Angelica                            | Suor Angelica             | Puccini     |
| Floria Tosca                             | Tosca                     | Puccini     |
| Donna Fiorilla                           | Il turco in Italia        | Rossini     |
| Dorliska                                 | Torvaldo e Dorliska       | Rossini     |
| Adina                                    | Adina                     | Rossini     |
| Ermione                                  | Ermione                   | Rossini     |
| Elena                                    | La donna del lago         | Rossini     |
| Semiramide                               | Semiramide                | Rossini     |
| Madama Cortese                           | Il viaggio a Reims        | Rossini     |
| Mrs Slender                              | Falstaff                  | Salieri     |
| Cleopatra                                | Giulio Cesare in Egitto   | Sartorio    |
| Salome                                   | Salome                    | Strauss     |
| Chrysothemis                             | Elektra                   | Strauss     |
| Nitocri                                  | Sesostri                  | Terradellas |
| Ophélie                                  | Hamlet                    | Thomas      |
| Lucrezia Contarini                       | I due Foscari             | Verdi       |
| Lady Macbeth                             | Macbeth                   | Verdi       |
| Luisa Miller                             | Luisa Miller              | Verdi       |
| Gilda                                    | Rigoletto                 | Verdi       |
| Violetta Valery                          | La traviata               | Verdi       |
| Hélène                                   | Les vêpres siciliennes    | Verdi       |
| Amelia                                   | Un ballo in maschera      | Verdi       |
| Principessa d'Eboli Elisabetta di Valois | Don Carlo                 | Verdi       |
| Aida                                     | Aida                      | Verdi       |
| Mrs Alice Ford                           | Falstaff                  | Verdi       |
| Kundry                                   | Parsifal                  | Wagner      |

## Discografia parziale
- Donizetti: Parisina D'Este - Amedeo Moretti/ Alexandrina Pendatchanska/ Daniela Barcellona/ Gruppo vocale Cantemus/ Radio Svizzera Italiana Orchestra/ Ramon De Andrés/ Eldar Aliev/ Emmanuel Plasson/ Coro della RTSI, Lugano, 1999 Dynamic
- Handel: Agrippina - René Jacobs/Akademie für Alte Musik Berlin, 2011 harmonia mundi
- Rossini: Semiramide - 2013 Naxos
- Terradellas: Sesostri - Juan Bautista Otero/Sunhae Im/Alexandrina Pendatchanska/Kenneth Tarver/Ditte Andersen, 2010 RCOC-ORQUESTA
- Verdi: Duets from Operas - Nicola Ghiuselev/Alexandrina Pendatchanska/Vladimir Stoyanov/Sofia Symphony Orchestra/Boris Hinchev, 1997 Gega New
- Gounod, Massenet, Rossini, Bellini, Verdi & Tchaikovsky: Opera Arias - Alexandrina Pendatchanska/Sofia Symphony Orchestra/Michail Angelov, 1995 Capriccio